# FC Namdong
Der Football Club Namdong war ein Fußballverein aus der Stadt Incheon in Südkorea. Der Verein spielte zuletzt in der K4 League, der vierthöchsten Spielklasse Südkoreas.

## Geschichte

### Gründung (2019)
Mitte 2019 gab der Stadtteilfußballverband Namdong-gu FA bekannt, dass die Stadtteilverwaltung die Gründung eines eigenen Vereins plane, um mit diesem 2020 in der K4 League anzutreten. Im Oktober 2019 wurde zunächst das offizielle Vereinslogo präsentiert, wenig später wurde als Zeitpunkt für die offizielle Vereinsgründung 2020 genannt. Am 29. Oktober wurde mit Kim Jeong-Jae der erste Trainer des Vereins vorgestellt. Einen Monat später nahm das Trainerteam seine Arbeit auf und veranstaltete die ersten Spielertests.

### Etablierung und Ende (2020–2022)
In seiner Premierenspielzeit spielte der Verein lange um die Play-off-Qualifikation mit, bis Ende der Saison ein – für einen neu gegründeten Club – starker 5. Platz erkämpft werden konnte. In dieser ersten Saison hatte der Verein keine Startberechtigung, da Startplätze nach Erfolgen der vorherigen Spielzeit (z. B. über die Liga) vergeben werden. Durch den Liga - Erfolg in der Spielzeit 2020 qualifizierte sich der Verein für die Pokalspielzeit 2021. Für die neue Spielzeit setzte man sich als Ziel den Aufstieg in die K3 League. Nach anfänglichen Erfolgen konnte das Ziel jedoch nicht erreicht werden, es konnte lediglich der 9. Platz erreicht werden. Auch im Pokal blieb der Verein hinter den Erwartungen zurück, in der 1. Hauptrunde unterlag man dem Drittligisten Cheonan City FC deutlich mit 1:4. In ihrer Dritten Spielzeit stand der Verein durch ihre finanzielle Unabhängigkeit vor allem vor finanziellen Problemen, weshalb der Verein kaum neue Spieler verpflichten konnte. Der Verein spielte die gesamte Spielzeit über im unteren Tabellenfeld. Ende Juli gab die Vereinsführung die zum 1. August erfolgende Einstellung des Spielbetriebes bekannt und löste sich nach Einstellung des Spielbetriebes auf. Bevor sich der Verein auflöste, trat er noch einmal im Pokal an. In ihrer 1. Hauptrunde traten sie beim Ligakonkurrenten Jeonju FC an, die sie mit 2:1 erfolgreich geschlagen werden konnte. In der darauffolgenden Pokalrunde traten sie auswärts beim Drittligisten Busan Transportation Corporation FC an, gegen welche sie allerdings mit 1:2 unterlagen.

### Weg in die Eigenständigkeit
Gegen Ende des Jahres 2021 sorgte die Frage um die weitere Finanzierung des Vereins für Aufregung. Maßgebend dafür war die Verordnung des Bezirkes Namdong-gu über dessen finanzielle Unterstützung. Die Verordnung sah vor, dass der Verein anfangs für zwei Jahre unterstützt wird, anschließend müsste die Verordnung durch den Bezirksrat um zwei weitere Jahre verlängert werden. Da die erste Periode der Verordnung mit Jahresende auslief, schlug der Rat vor, die Verordnung zur Unterstützung des Vereins um eine weitere Periode bis Ende 2023 zu verlängern. Ein entsprechender Beschluss sollte am 8. Dezember 2021 gefasst werden. Dieser fiel jedoch gegen eine Verlängerung der Verordnung aus, wodurch die finanzielle Unterstützung zum Jahresende auslief. Mit Beginn des Jahres 2022 wurde der Verein somit selbständig und finanzierte sich fortan ausschließlich durch Sponsoring, insbesondere durch das Engagement der Shinhan Bank, die Hauptsponsor wurde.

### Historie-Übersicht
| Saison | Liga      | Kl. | Vereine | Spiele | Pl.       | S         | U         | N         | Tore      | Pkt.      | KFA Cup            | Play-off           | Trainer       |
| 2020   | K4 League | 4   | 13      | 24     | 5.        | 13        | 2         | 9         | 46:27     | 41        | Nicht teilgenommen | Nicht qualifiziert | Kim Jeong-jae |
| 2021   | K4 League | 4   | 16      | 30     | 9.        | 11        | 3         | 16        | 39:47     | 36        | 1. Hauptrunde      | Nicht qualifiziert | Kim Jeong-jae |
| 2022   | K4 League | 4   | 17      | 32     | Aufgelöst | Aufgelöst | Aufgelöst | Aufgelöst | Aufgelöst | Aufgelöst | 2. Hauptrunde      | Nicht qualifiziert | Kim Jeong-jae |

## Stadion
Der Verein trug seine Heimspiele im 2500 Plätze fassenden Namdong-Industriepark-Fußballstadion (kor. 남동공단 근린공원 축구장) aus, das am 22. Dezember 2008 eröffnet wurde und eine Leichtathletikanlage hat.

## Fanszene
Die Fanszene besteht aus einer aktiven Fangruppierung, der Blue Crab, die 2019 mit der Gründung vom FC Namdong ebenfalls gegründet wurde.

### Rivalität
Die Fans von Namdong hatten eine aktive Rivalität mit Siheung Citizen FC. Vereinsfreundschaften mit anderen Vereinen pflegte die Fanszene nicht.
- Gaetgol-Derby

Das Gaetgol-Derby war ein Nachbarschaftsderby zwischen der Stadt Incheon und der Stadt Siheung, die direkt nebeneinander liegen. Beide Vereine trafen in der Spielzeit 2020 und 2021 in der Liga aufeinander. Beide Fanlager galten als verfeindet.